# Гросхайде
Гросхайде (нем. Großheide) — община в Германии, в земле Нижняя Саксония.
Входит в состав района Аурих. Население составляет 8652 человека (на 31 декабря 2010 года). Занимает площадь 69,32 км².
Коммуна подразделяется на 10 сельских округов.
| Год  | Население |
| ---- | --------- |
| 1990 | 7807      |
| 1995 | 8243      |
| 2000 | 8505      |
| 2005 | 8771      |
| 2010 | 8712      |